# Ich will mich nicht künstlich aufregen
Ich will mich nicht künstlich aufregen ist der Debütfilm des Regisseurs Max Linz, der bei den Internationalen Filmfestspielen 2014 in Berlin uraufgeführt wurde.

## Handlung
Asta Andersen ist eine Kuratorin für zeitgenössische Kunst, die mit einer toughen Haltung und einem durchgestylten Äußeren durch die Berliner Kulturszene manövriert. Eigentlich beherrscht Asta das Vokabular der Kunstwelt mit Leichtigkeit doch aufgrund kritischer Äußerungen in einem Radio-Interview gerät sie jedoch in Konflikt mit ihren Geldgebern, was zur Einstellung öffentlicher Mittel für ihre Projekte führt. Inmitten eines Streits um die Finanzierung ihrer Ausstellung "Das Kino. Das Kunst." sucht Asta Unterstützung bei einem indischen Freund, um internationale Unterstützung zu erhalten. Dieser ist glücklicherweise auch vor Ort als es an einem abgelegenen Ort irgendwo im Grünen zu einer folgenreichen Begegnung mit ihrer Widersacherin, der Frau Ober-Kultur-Intenzentin, kommt.
Der Film untersucht die aktuellen Verhältnisse zwischen Film, Visual Culture, Öffentlichkeit und Politik, insbesondere in Bezug auf den Stadtraum Berlin und die Lebensweisen der dortigen Menschen.

## Veröffentlichung
Seine Uraufführung hatte Ich will mich nicht künstlich aufregen am 10. Februar 2014 in der Sektion Internationales Forum des Jungen Films der Berlinale. Der Kinostart in Deutschland war am 8. Januar 2015.

## Rezeption
Auf Kino-Zeit.de schrieb Joachim Kurz: „Dass Ich will mich nicht künstlich aufregen in seiner durchdachten und klugen Systemschelte von der DFFB überhaupt produziert und zudem vom Medienboard mitfinanziert wurde, setzt Astas Marsch durch die Institutionen in die realen Entstehungsbedingungen des Films fort – eine Verlängerung und Parallelisierung des Fiktiven ins Reale, die sämtliche der erwähnten Theoretiker in helle Begeisterung versetzt hätte.“
In seiner Berlinale-Berichterstattung versuchte Matthias Dell im Freitag den Referenzrahmen zu kartieren, in dem sich der Film bewegt: „Linz spielt Modelle einer kritischen filmästhetischen Praxis durch, Straub, Godard, Tarkowski, und er leiht sich von René Polleschs Theater die heitere Verzweiflung, die aus einem Reden über die Verhältnisse nicht sauertöpfisches Klagen macht. Durch Hannelore Hoger landet der Film aufs Stichwort ‚Freiheit‘ beim Bundespräsidentensommerfest von Joachim Gauck, so wie er seine Künstlichkeit ins Reale von Anti-Mietwucher-Demonstrationen öffnet – weil es Linz um die Frage geht, wie man unter diesen Umständen arbeiten und leben kann.“